# Grândola, Vila Morena (EP de José Afonso)
Grândola, Vila Morena é um EP de José Afonso, lançado em 1971.

## Faixas
| N.º | Título                    | Compositor(es)              | Duração |  |
| 1.  | "Grândola, Vila Morena"   | José Afonso                 |         |  |
| 2.  | "Moda do Entrudo"         | Popular Malpica Beira Baixa |         |  |
| 3.  | "Traz Outro Amigo Também" | José Afonso                 |         |  |
| 4.  | "Carta a Miguel Djéje"    | José Afonso                 |         |  |